# Зелене (Покровська міська громада)
Зеле́не — село Покровської міської громади Покровського району Донецької області, в Україні. У селі мешкає 220 людей.

## Географія
В селі тече річка Солоний, права притока Солоної.

## Загальні відомості
Відстань до райцентру становить близько 9 км і проходить автошляхом E50.
Землі села межують із територією смт Шевченко Покровської міської ради Донецької області.
На території села розташовані недіючі шахти.

## Населення
За даними перепису 2001 року населення села становило 220 осіб, із них 90 % зазначили рідною мову українську та 10 % — російську.